# Anne Fletcher
Anne Fletcher, född 1 maj 1966 i Detroit, Michigan, är en amerikansk regissör och koreograf.

## Filmografi (urval)
- 2006 – Step Up
- 2008 – 27 Dresses
- 2008 – Step Up 2: The Streets (exekutiv producent)
- 2009 – The Proposal
- 2012 – The Guilt Trip
- 2015 – Hot Pursuit